# 로스카보스

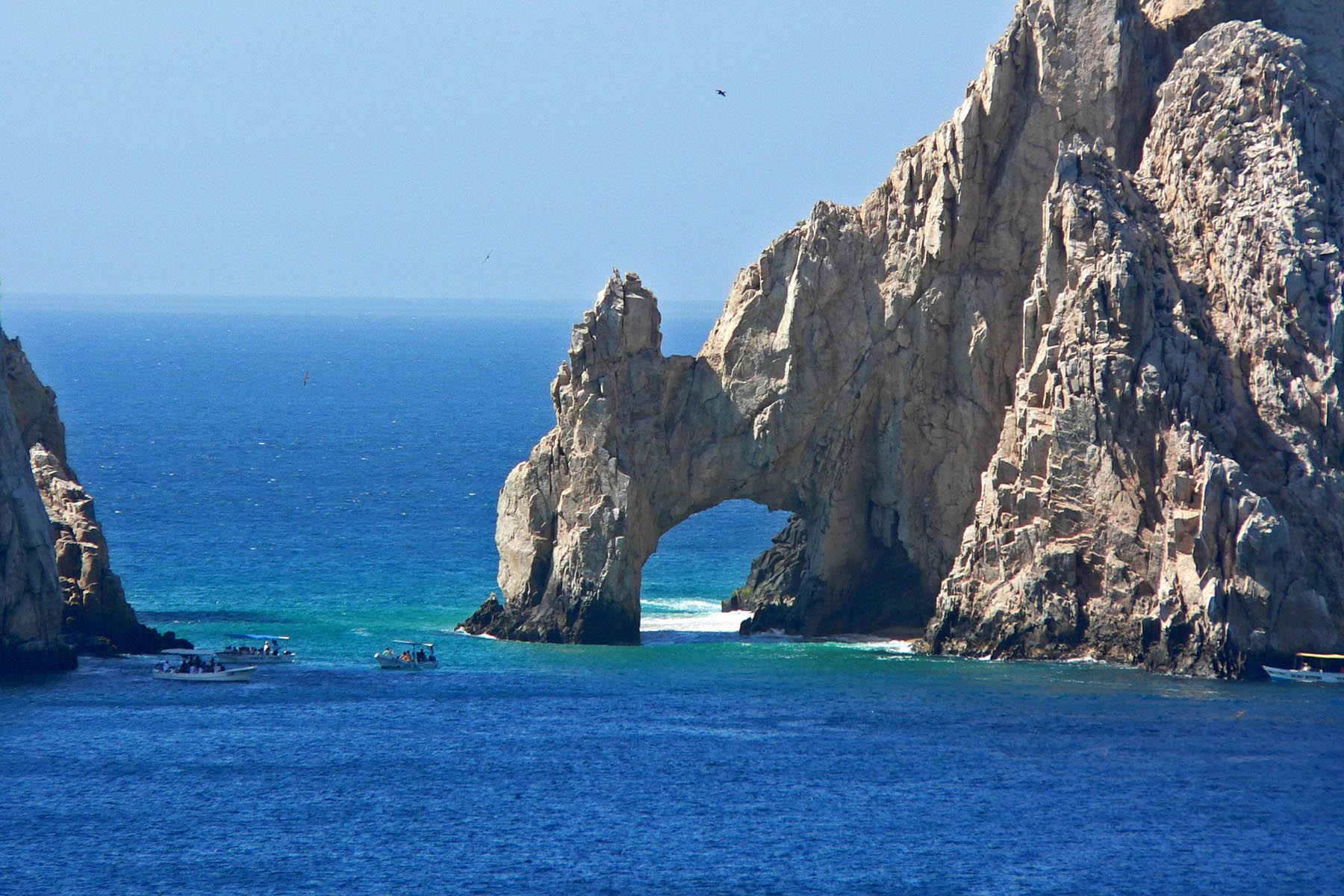
로스카보스

로스카보스의 위치

로스카보스(스페인어: Los Cabos)는 멕시코 바하칼리포르니아수르주에 위치한 도시로 인구는 70,487명(2010년 기준)이다. 바하칼리포르니아반도 남단에 위치한다. 2012년 G20 정상회의 개최지이다.